# 小町鼠
小町鼠（こまちねず）は赤色を帯びた灰色。
江戸時代後期の「四十八茶百鼠」と呼ばれる流行色の一つ。もともとは際立った色ではなかったが、若者へ売り出すために、美人であった小野小町の名前を冠することで流行へと至った。
同じく歴史上の有名人の名を冠した流行色には「利休鼠」などがある。

## 近似色
- 灰色